# WM Entertainment
WM Entertainment (кор. WM 엔터테인먼트) — южнокорейская  развлекательная компания по поиску талантов, основанная в июле 2008 году бывшим певцом Ли Вон-Мином (ранее Ким Чжон Су). Под крылом компании находятся айдол-группы такие как B1A4, Oh My Girl и ONF. 7 апреля 2021 года компания была приобретена компанией RBW.

## История
WM Entertainment был основан в 2008 году бывшим певцом Ким Чжон-Су, который позже сменил свое имя на Ли Вон-Мин перед созданием WM Entertainment.
Компания первоначально располагалась в одноэтажном здании расположенном в Bangbae-dong, Seocho.  В августе 2014 года Ли Вон-Мин купил шестиэтажное здание, расположенное в Мангвон-Донге, в районе Мапхогу, под названием Daemyung Tower Building за 4,33 млрд крон (примерно 3,85 млн долларов США), которое функционирует как текущая штаб-квартира WM Entertainment.
Почти через год после своего основания с WM Entertainment подписал контракт Battle Shinhwa Taegoon. Позже к компании присоединились H-Eugene и бывшая участница Baby Vox Re.V Ан Чжи Гён в 2010 году.
23 апреля 2011 года дебютировала первая айдол-группа компании бой-бэнд B1A4. Первая гёрл-группа Oh My Girl дебютировала  21 апреля 2015 года. 
12 января 2017 года дебютировала соло-певица I (сестра участника B1A4 Baro). Но покинула компанию через год после дебюта.
Вторая мужская группа ONF дебютировала 2 августа 2017 года.

## Артисты
| - B1A4 - Oh My Girl - ONF - Oh My Girl Banhana - Сандыль - Юа - Ли Чэён | Ли Вон Мин |

### Актёры и актрисы
- Арин

## Бывшие артисты
- Taegoon
- H2
  - H-Eguene
  - Хан Су Ён
- Ан Джин Гён
- Oh My Girl
  - ДжинИ (2015–2017)[5]
  - Джихо (2015—2022)
- B1A4
  - Чон Джинён (2011–2018)[6]
  - Баро (2011–2018)[6]
- I (2017–2018)
- ONF
  - Лаун (2017—2019)

## Партнёры

### Лейблы
Активные
- Universal J (B1A4)
- Victor Entertainment (ONF)
- Ariola Japan (Oh My Girl)

Бывшие партнеры
- Warner Music Taiwan (B1A4) (2012-2015)
- Pony Canyon (B1A4) (2012-2018)

### Дистрибьюторы
Активные
- Sony Music Entertainment Korea
- Copan Global (merchandise)
- Universal Music Japan
- JVC Kenwood Victor Entertainment
- Sony Music Solutions

Бывшие
- Pony Canyon Korea (2009-2014)
- Warner Music Taiwan (2012-2015)
- Pony Canyon (2012-2018)
- Kakao M (2014-2020)
- Stone Music Entertainment (2017-2021)